# Hamunaptra
Hamunaptra („Město mrtvých“) je fiktivní zaniklé egyptské město z hororových akčních filmů Mumie a Mumie se vrací, ve kterých ztvárnili hlavní role Brendan Fraser a Rachel Weisz.

## Filmová Hamunaptra
V zaniklém pouštním městě Hamunaptře jsou ukryty dvě knihy – Amun-Raova kniha („Kniha života“), skrytá pod sochou Hora a Kniha smrti, uložená pod sochou Anubida. Kniha života má moc život brát, zatímco Kniha smrti může oživit mrtvé. Imhotep, velekněz faraona Setiho I., ukradl obě knihy, aby mohl oživit svou pravou lásku Anck-su-namun, faraonovu manželku. Podle legendy je v tomto městě pohřben nesmírný egyptský poklad.